# Tusen små bitar
Tusen små bitar (originaltitel A million little pieces) är författaren James Freys debutroman från 2003. Den utgavs i svensk översättning 2003 av Bonnier Fakta i svensk översättning av Hans Berggren. Boken gavs ursprungligen ut som självbiografisk, men efter att internetsajten "The smoking gun" grävt i historien framkom att delar av boken är påhittade. Detta förnekades till en början av James Frey, som till slut erkände i amerikansk TV, The Oprah Winfrey Show. Det amerikanska förlaget, Random House, stoppade tillfälligt tryckningen av boken för att inkludera ett meddelande i boken att flera fakta har förändrats och händelser förskönats. Den svenska utgivaren av boken, Bonnier Fakta, såg dock inga skäl att stoppa utgivningen. 

## Handling
James Frey vaknar upp på ett flygplan. Han har inget minne av vad som hänt, eller vart han ska någonstans. Han är blåslagen - han blöder i ansiktet, saknar två framtänder och kroppen är full med sår och blåmärken. Detta är början till boken om James Frey's resa och kamp mot ett långvarigt alkohol- och drogmissbruk.